# Duchesne (Utah)
Duchesne je správní město okresu Duchesne County ve státě Utah. K roku 2000 zde žilo 1 408 obyvatel. S celkovou rozlohou 6 km² byla hustota zalidnění 236 obyvatel na km².
Město leží západně od soutoku Strawberry River a Duchesne River, které městem protékají.